# Герлесгаузен
Герлесгаузен (нім. Herleshausen) — сільська громада в Німеччині, знаходиться в землі Гессен. Підпорядковується адміністративному округу Кассель. Входить до складу району Верра-Майснер.
Площа — 59,52 км2. Населення становить 2766 ос. (станом на 31 грудня 2020).